# Piperales
Ordre
Classification APG III (2009)
L'ordre des pipérales (Piperales) est un ordre de plantes angiospermes primitives. En classification de Cronquist (1981) il comprend trois familles :
- Chloranthacées
- Pipéracées (famille du poivrier)
- Saururacées (famille de la queue de lézard)

La classification phylogénétique APG (1998) a modifié la composition de cet ordre :
- ordre Piperales
famille Aristolochiaceae
famille Lactoridaceae
famille Piperaceae
famille Saururaceae

En classification phylogénétique APG II (2003) et classification phylogénétique APG III (2009) sa circonscription est étendue :
- ordre Piperales
famille Aristolochiaceae
famille Hydnoraceae
famille Lactoridaceae
famille Piperaceae
famille Saururaceae

La classification phylogénétique APG IV (2016) a réorganisé sa composition :
- ordre Piperales
famille Aristolochiaceae (incluant Asaraceae, Hydnoraceae et Lactoridaceae)
famille Piperaceae
famille Saururaceae

|  | Aristolochiaceae                                           |
|  |                                                            |
|  | \| \| Piperaceae \| \| \| \| \| \| Saururaceae \| \| \| \| |
|  |                                                            |
|  | Piperaceae                                                 |
|  |                                                            |
|  | Saururaceae                                                |
|  |                                                            |

|  | Piperaceae  |
|  |             |
|  | Saururaceae |
|  |             |

|  | Aristolochiaceae                                           |
|  |                                                            |
|  | \| \| Piperaceae \| \| \| \| \| \| Saururaceae \| \| \| \| |
|  |                                                            |
|  | Piperaceae                                                 |
|  |                                                            |
|  | Saururaceae                                                |
|  |                                                            |

|  | Piperaceae  |
|  |             |
|  | Saururaceae |
|  |             |

|  | Aristolochiaceae                                           |
|  |                                                            |
|  | \| \| Piperaceae \| \| \| \| \| \| Saururaceae \| \| \| \| |
|  |                                                            |
|  | Piperaceae                                                 |
|  |                                                            |
|  | Saururaceae                                                |
|  |                                                            |

|  | Piperaceae  |
|  |             |
|  | Saururaceae |
|  |             |

|  | Aristolochiaceae                                           |
|  |                                                            |
|  | \| \| Piperaceae \| \| \| \| \| \| Saururaceae \| \| \| \| |
|  |                                                            |
|  | Piperaceae                                                 |
|  |                                                            |
|  | Saururaceae                                                |
|  |                                                            |

|  | Piperaceae  |
|  |             |
|  | Saururaceae |
|  |             |

|  | Laurales    |
|  |             |
|  | Magnoliales |
|  |             |

|  | Aristolochiaceae                                           |
|  |                                                            |
|  | \| \| Piperaceae \| \| \| \| \| \| Saururaceae \| \| \| \| |
|  |                                                            |
|  | Piperaceae                                                 |
|  |                                                            |
|  | Saururaceae                                                |
|  |                                                            |

|  | Piperaceae  |
|  |             |
|  | Saururaceae |
|  |             |

|  | Aristolochiaceae                                           |
|  |                                                            |
|  | \| \| Piperaceae \| \| \| \| \| \| Saururaceae \| \| \| \| |
|  |                                                            |
|  | Piperaceae                                                 |
|  |                                                            |
|  | Saururaceae                                                |
|  |                                                            |

|  | Piperaceae  |
|  |             |
|  | Saururaceae |
|  |             |

|  | Aristolochiaceae                                           |
|  |                                                            |
|  | \| \| Piperaceae \| \| \| \| \| \| Saururaceae \| \| \| \| |
|  |                                                            |
|  | Piperaceae                                                 |
|  |                                                            |
|  | Saururaceae                                                |
|  |                                                            |

|  | Piperaceae  |
|  |             |
|  | Saururaceae |
|  |             |

|  | Aristolochiaceae                                           |
|  |                                                            |
|  | \| \| Piperaceae \| \| \| \| \| \| Saururaceae \| \| \| \| |
|  |                                                            |
|  | Piperaceae                                                 |
|  |                                                            |
|  | Saururaceae                                                |
|  |                                                            |

|  | Piperaceae  |
|  |             |
|  | Saururaceae |
|  |             |

|  | Laurales    |
|  |             |
|  | Magnoliales |
|  |             |

|  | Aristolochiaceae                                           |
|  |                                                            |
|  | \| \| Piperaceae \| \| \| \| \| \| Saururaceae \| \| \| \| |
|  |                                                            |
|  | Piperaceae                                                 |
|  |                                                            |
|  | Saururaceae                                                |
|  |                                                            |

|  | Piperaceae  |
|  |             |
|  | Saururaceae |
|  |             |

|  | Aristolochiaceae                                           |
|  |                                                            |
|  | \| \| Piperaceae \| \| \| \| \| \| Saururaceae \| \| \| \| |
|  |                                                            |
|  | Piperaceae                                                 |
|  |                                                            |
|  | Saururaceae                                                |
|  |                                                            |

|  | Piperaceae  |
|  |             |
|  | Saururaceae |
|  |             |

|  | Aristolochiaceae                                           |
|  |                                                            |
|  | \| \| Piperaceae \| \| \| \| \| \| Saururaceae \| \| \| \| |
|  |                                                            |
|  | Piperaceae                                                 |
|  |                                                            |
|  | Saururaceae                                                |
|  |                                                            |

|  | Piperaceae  |
|  |             |
|  | Saururaceae |
|  |             |

|  | Aristolochiaceae                                           |
|  |                                                            |
|  | \| \| Piperaceae \| \| \| \| \| \| Saururaceae \| \| \| \| |
|  |                                                            |
|  | Piperaceae                                                 |
|  |                                                            |
|  | Saururaceae                                                |
|  |                                                            |

|  | Piperaceae  |
|  |             |
|  | Saururaceae |
|  |             |

|  | Laurales    |
|  |             |
|  | Magnoliales |
|  |             |

|  | Aristolochiaceae                                           |
|  |                                                            |
|  | \| \| Piperaceae \| \| \| \| \| \| Saururaceae \| \| \| \| |
|  |                                                            |
|  | Piperaceae                                                 |
|  |                                                            |
|  | Saururaceae                                                |
|  |                                                            |

|  | Piperaceae  |
|  |             |
|  | Saururaceae |
|  |             |

|  | Aristolochiaceae                                           |
|  |                                                            |
|  | \| \| Piperaceae \| \| \| \| \| \| Saururaceae \| \| \| \| |
|  |                                                            |
|  | Piperaceae                                                 |
|  |                                                            |
|  | Saururaceae                                                |
|  |                                                            |

|  | Piperaceae  |
|  |             |
|  | Saururaceae |
|  |             |

|  | Aristolochiaceae                                           |
|  |                                                            |
|  | \| \| Piperaceae \| \| \| \| \| \| Saururaceae \| \| \| \| |
|  |                                                            |
|  | Piperaceae                                                 |
|  |                                                            |
|  | Saururaceae                                                |
|  |                                                            |

|  | Piperaceae  |
|  |             |
|  | Saururaceae |
|  |             |

|  | Aristolochiaceae                                           |
|  |                                                            |
|  | \| \| Piperaceae \| \| \| \| \| \| Saururaceae \| \| \| \| |
|  |                                                            |
|  | Piperaceae                                                 |
|  |                                                            |
|  | Saururaceae                                                |
|  |                                                            |

|  | Piperaceae  |
|  |             |
|  | Saururaceae |
|  |             |

|  | Laurales    |
|  |             |
|  | Magnoliales |
|  |             |